# Anacroneuria wincha
Anacroneuria wincha és una espècie d'insecte plecòpter pertanyent a la família dels pèrlids.

## Etimologia
El seu nom científic prové de la paraula quítxua wincha (banda cefàlica) i fa referència al pigment dorsal present al cap d'aquesta espècie.

## Descripció
- Els adults presenten el cap principalment marró, els segments del fèmur i de la tíbia marró fosc i les membranes alars marró amb la nervadura marró fosc.
- El mascle té ganxos esvelts i les ales anteriors li fan 10 mm de llargària.
- Ni la nimfa ni la femella no han estat encara descrites.[3]

## Hàbitat
En el seu estadi immadur és aquàtic i viu a l'aigua dolça, mentre que com a adult és terrestre i volador.

## Distribució geogràfica
Es troba a Sud-amèrica: el Perú.